# リー・ウエストウッド
リー・ウエストウッド（Lee Westwood, 1973年4月24日 - ）は、イングランドのプロゴルファーである。2000年、2009年に欧州PGAツアーの賞金王（賞金ランキング1位）。

## プロフィール
1993年に20歳でプロ入り。1996年4月に「ボルボ・スカンジナビアン・マスターズ」でツアー初優勝。同年11月に日本の「住友VISA太平洋マスターズ」で優勝し、以後1998年まで同大会に3連覇を達成する。1998年には欧州PGAツアー年間4勝に加えて、アメリカPGAツアーでも4月第1週の「フリーポート・マクダーモット・クラシック」で初優勝を飾っている。日本でも住友VISA太平洋マスターズの大会3連覇に続いて「ダンロップフェニックストーナメント」も制し、異国の地で2週連続優勝するほどの好調さだった。2000年にはヨーロッパで年間「6勝」を挙げ、ダレン・クラーク（北アイルランド）との熾烈な賞金王争いを制して初のタイトルを獲得した。
その後大きなスランプに見舞われ、一時は世界ランキングの上位からウエストウッドの名前が消えた時期もあったが、2003年に「BMWインターナショナル・オープン」と「ダンヒル・リンクス選手権」で優勝した。アメリカ代表チームとヨーロッパ選抜チームによる団体戦「ライダーカップ」にも1997年・1999年・2002年・2004年・2006年・2008年と6度連続で出場を果たし、とりわけスペインのセルヒオ・ガルシアとのコンビネーションは抜群の強さを誇る。2009年、「ドバイ世界選手権」で見事優勝し、2000年以来2度目の欧州ツアー賞金王に輝いた。さらに、2020年、47歳にして同ツアー3度目の戴冠を成し遂げた。
ウエストウッドの世界4大メジャー大会の主な成績は、2010年と2016年のマスターズ2位、全英オープン2位、2008年の全米オープン3位などがある。2008年全米オープンでは、最終日の最終組をタイガー・ウッズと一緒に回り、最終スコアでイーブンパーに終わったため、ウッズとロッコ・ミーディエート（アメリカ）の2人に1打及ばずプレーオフ進出を逃した。2010年のマスターズでは、3日目まで首位をキープしていたが、最終日にフィル・ミケルソンに逆転されてメジャータイトル獲得を逃してしまった。